# Orania disticha
Orania disticha är en enhjärtbladig växtart som beskrevs av Karl Ewald Maximilian Burret. Orania disticha ingår i släktet Orania och familjen Arecaceae. Inga underarter finns listade i Catalogue of Life.